# Clathria skia
Clathria skia är en svampdjursart som beskrevs av Hooper 1996. Clathria skia ingår i släktet Clathria och familjen Microcionidae. Inga underarter finns listade i Catalogue of Life.